# Barnes & Noble
Barnes & Noble, Inc. è la più grande catena di vendita di libri al dettaglio degli Stati Uniti, con sede al 33 E. 17th Street in Union Square a New York City. Barnes & Noble ha più di 630 negozi in ogni stato degli Stati Uniti e a partire dal 2010 detiene una quota di mercato del 20-22% delle vendite di libri negli Stati Uniti. Oltre ai libri, Barnes & Noble offre nelle sue librerie giochi di intrattenimento e dispositivi di lettura elettronici. Nelle librerie più grandi ci sono caffetterie gestite dalla catena Starbucks. Inoltre, Barnes & Noble vende altri prodotti di altre aziende per il consumo, come Godiva Chocolatier. Ogni libreria dispone anche di connessione Wi-Fi gratuita.

## Storia
Fondata nel 1873, l'azienda opera attraverso la catena Barnes & Noble Booksellers, con sede a Manhattan, New York.